# Adelina Labrador
Adelina Labrador González (Madrid, 27 de noviembre de 1913-Ávila, 7 de septiembre de 1999) fue una pintora, restauradora y conservadora de arte española.

## Biografía
Nacida como Adelina Margarita Labrador González era hija del militar José María Labrador Santos, y de su esposa María de la Concepción González Rodríguez-Arce, naturales de Ávila. Su madre estaba emparentada con la familia del político abulense Celedonio Sastre, manteniendo por ello una estrecha relación con la ciudad de Ávila y con el pueblo de Zorita de los Molinos donde este político mantenía un notable patrimonio. Por línea paterna era nieta del intendente general Enrique Labrador y de la Fuente, natural de Málaga, Jefe Superior de Administración del Cuerpo Pericial de Contabilidad, y de su esposa Adelina Santos Pérez; y, por línea materna, de Claudio González Llorente, farmacéutico y político, natural de Ávila, y de su esposa Juana Rodríguez-Arce Blanco, natural de Villacastín, Segovia.
Realizó sus primeros estudios en el Colegio de San José de Cluny, de las Hermanas de San José de Cluny, por aquel entonces en el centro de Madrid. En años posteriores mantendrá con esta institución una continuada relación.
Se formó en la Academia de Bellas Artes de San Fernando y amplió sus estudios en el Instituto Católico de París del que, una vez asentado en Madrid, pasará a formar parte impartiendo clases. Además buscó ampliar sus estudios en la Escuela de Bellas Artes de París, siendo la primera mujer en obtener la categoría de «Muy Excelente».
Durante la última Guerra civil española se traslada junto a su madre a Barcelona. En esta ciudad realiza colaboraciones meteorológicas, dibujando mapas del tiempo, junto al también abulense Arturo Duperier, natural de Pedro Bernardo.
Tras la guerra regresa a Madrid y se instala junto a su familia impartiendo clases de dibujo. Ingresó como socia en el Salón de Otoño de la Asociación Española de Pintores y Escultores (AEPE), con sede en Madrid, siendo reconocida como socio de mérito. En aquellos años recibió reconocimientos por parte del Ayuntamiento y la Diputación de Ávila.[cita requerida]
Durante los años sesenta estudió enfermería en Madrid.
Adelina dedicó su vida a la enseñanza dando clases de dibujo y de francés, esto último es debido a su largas estancias en dicho país, dedicando su labor docente como profesora del Colegio San José de Cluny, ahora ya en Pozuelo de Alarcón, Madrid. Entre sus alumnos se encuentran artistas como María Luisa Sánchez Sieiro, Pilo Gómez-Barquero o Rafael Sastre Hernández.
En sus últimos años decidió establecer su residencia en la ciudad de Ávila, donde murió el día 7 de septiembre de 1999. 
Se puede considerar que su última aparición pública fue durante un pequeño homenaje durante la presentación de un libro del artista José Luis Pajares, en el Hotel Reina Isabel de la ciudad de Ávila.[cita requerida]

## Obra
Pictóricamente, Adelina Labrador se autodefinía como "impresionista simplemente". Fue discípula, ente otros grandes maestros, del abulense Eduardo Martínez Vázquez, siendo gran admiradora de Velázquez, El Greco y otros grandes autores españoles, a los que siempre tuvo presentes en su obra.
Su producción pictórica abarca muchos países europeos, ente los que se encuentran Austria, Italia, Francia, Bélgica, Escocia o Holanda. Es de destacar su extensa obra costumbrista y paisajística, dedicada a las ciudades de Cuenca, Toledo, Segovia y mayoritariamente de la ciudad y provincia de Ávila. Sus obras has sido expuestas en Vitoria, Bilbao, Madrid (principalmente en el Salón Cano), Ávila, Zaragoza, Barcelona, y Segovia. Logró la Segunda Medalla del Salón de Otoño de Madrid, en el año 1944 con el bodegón El Bazar, y la Primera Medalla en el año 1960, con la obra Plaza de la Alberca (Salamanca); también fue galardonada con los premios Duques de Alba y Marqués de Aledo.
Su obra es mayoritariamente pintura al óleo y dibujo, aunque también es autora de los frescos laterales que pueden apreciase en cúpula de la Iglesia de San Antonio de Ávila o de los sótanos del Torreón del Palacio del Marqués de Velada. La mayoría de su producción artística se encuentra en edificios de carácter oficial, instituciones públicas o entidades bancarias, aunque también puede encontrarse en lugares tan distantes como Estados Unidos y Alemania en colecciones privadas.
Adelina Labrador desempeñó también una importante labor como conservadora y restauradora. Destacan sus trabajos de restauración en el Monasterio de El Escorial, la Catedral de Santiago de Compostela, la Catedral de Ávila, la Basílica de San Vicente, y otras iglesias de Ávila y su provincia. Por otro lado, tienen mucha importancia sus actuaciones en el Museo Cerralbo, el Museo Sorolla y el Museo de El Prado, donde realizó diversas actuaciones en obras religiosas después de la Guerra civil española.[cita requerida] Hay que destacar su labor de restauración en el cuadro de Máximo Juderías "Invierno" o en Salón Chaflán.[cita requerida]

## Distinciones
- 1944, Segunda Medalla del Salón de Otoño.
- 1945, Socia de Mérito del Salón de Otoño de Madrid.
- 1948, Premio Marqués de Aledo[6]
- 1948, Segunda Medalla del XXII Salón de Otoño.[7]
- Premio en la categoría de Paisaje de la Academia de Bellas Artes de San Fernando.
- 1960, Primera Medalla del Salón de Otoño de Madrid.[8]
- 1960, Premio Duques de Alba.[9]
- 1960, Primer Premio en la categoría de Estudios de la Diputación de Ávila

## Libros
- Labrador González, Adelina. Ávila: Fuente de Inspiración para los artistas de todas las épocas. Institución "Gran Duque de Alba", Diputación de Ávila, Ávila, 1964. Col. Temas Abulenses.